# Julius Juby Johnson
Julius Juby Johnson (Cleveland, Ohio, 8. studenog 1981.) je američki profesionalni košarkaš. Igra na poziciji krila, a trenutačno je član ukrajinskog superligaša Azovmasha. 

## Karijera
Rođen je u Clevelendu, u saveznoj državi Ohio. Ima dva brata i dvije sestre. Završio je sveučilište Miami, gdje je uspješno igrao za trenera Charlija Colesa. Prvi europski klub u kojem je igrao bio je hrvatski košarkaški klub Zadar i ondje je postao miljenikom zadarske košarkaške publike. U sezoni 2008./09. igrao je u 57 utakmica i u prosjeku za 26 minuta zabijao osam poena uz tri skoka i jednu asistenciju. 31. srpnja 2009. potpisuje jednogodišnji ugovor za Azovmash.

## Vanjske poveznice
- Profil na KK Zadar.hr
- Profil na NLB.com